# Короп (станція)
Короп — залізнична станція 5 класу Конотопської дирекції Південно-західної залізниці, кінцева на лінії Алтинівка — Короп довжиною 21 км.
Розташована у смт Короп Чернігівської області. 

## Історія
У листопаді 1992 року було збудовано гілку від Алтинівки до Коропа трасою розібраної у 1922 році вузькоколійної залізниці.
Тоді ж було відкрито залізничну станцію, зведено будівлю вокзалу. Станція Короп була побудована  за рахунок коштів сільськогосподарських та промислових підприємств району і передана Укрзалізниці безкоштовно. Вона має не тільки важливе господарське і комерційне значення, оскільки з’єднує район з залізничною магістраллю Москва — Київ, але й несе соціально-економічне навантаження і з її діяльністю пов'язаний подальший розвиток району, в тому числі і інвестування його економіки. Обсяги перевезень щорічно збільшуються, а перспективи використання станції для вантажних операцій вже найближчим часом зростуть, перш за все, за рахунок введення додаткових потужностей на діючих підприємствах, значного надходження в район мінеральних добрив, будівельних матеріалів тощо. На жаль, наведені аргументи минулим керівництвом Укрзалізниці не сприймались[джерело?].
Приблизно до лютого 2013 року до станції прямував приміський поїзд зі станції Конотоп.
У 2024 році закрита разом з усією дільницею Алтинівка — Короп.